# Учитель музики (фільм, 1983)
«Учитель музики» (азерб. «Musiqi Müəllimi») — радянський художній фільм 1983 року, знятий на кіностудії «Азербайджанфільм».

## Сюжет
Картина оповідає про молодого вчителя музики, який прибув у віддалене гірське село. Він починає викладати в місцевій школі урок музики, де знайомить дітей з музичним світом і змушує повірити, що у кожної людини є своя музика, що відображає індивідуальний характер життя кожної людини.

## У ролях
- Сархан Сархан — учитель музики
- Еміль Пашаєв — Еміль
- Гаміда Омарова — Шафіга
- Сіявуш Аслан — директор школи Валех Мамедович
- Яшар Нурі — Башир
- Софа Басірзаде — учитель хімії
- Садих Гусейнов — дедусь
- Азізага Касімов — учитель географії
- Афрасіяб Мамедов — учитель фізкультури
- Амалія Панахова — учитель математики
- Джаміля Мурадасілова — Севіль
- Ульві Гасимов — Теймур
- Саміра Керімова — Зулейха
- Гасан Мамедов — секретар райкому партії
- Ільхам Намік Камал — секретар райкому комсомолу
- Каміль Магеррамов — Алі

## Знімальна група
- Режисер — Тофік Ісмайлов
- Сценаристи — Тофік Ісмайлов, Радій Кушнерович
- Оператор — Алескер Алекперов
- Композитор — Тофік Кулієв
- Художник — Надир Зейналов